# هاينريش كريستوف كوش
هاينريش كريستوف كوش (بالألمانية: Heinrich Christoph Koch)‏ (و. 1749 – 1816 م) هو عالم موسيقى، وملحن ألماني، ولد في رودولشتات، يستخدم آلات كمان، توفي في رودولشتات، عن عمر يناهز 67 عاماً.